# Unit 13
Unit 13 was een populaire Nederlandse politieserie uit de jaren negentig van de twintigste eeuw. De serie werd door de VARA uitgezonden van 12 oktober 1996 tot 2 januari 1999 en trok regelmatig meer dan een miljoen kijkers. Deze serie toonde een realistische kijk op de georganiseerde misdaad, had een kritische blik ten opzichte van vooral de Nederlandse politiek en was losjes gebaseerd op onder andere de IRT-affaire.
Unit 13 bestond uit drie reeksen van twee keer dertien en een keer elf afleveringen en werd voor een groot deel opgenomen in de gemeente Zaanstad en de gemeente Beverwijk. De reeks werd geproduceerd als opvolger van de politieserie Bureau Kruislaan, die draaide van 1992 tot en met 1995, waar ook een deel van de acteurs in meespeelde, zij het als andere personages.
In 1999 werd de serie door de VARA gestopt, ondanks zijn grote aantal vaste kijkers. De series die hierna werden gemaakt, zoals De geheime dienst, Ernstige delicten en Vuurzee behaalden veel minder vaste kijkers.
De kracht van Unit 13 zat in de sterke en ervaren spelers - onder wie Peter Tuinman, Frederik de Groot, Bram van der Vlugt, Tanja Jess, Adriaan Olree, Linda van Dyck en Yvonne van den Hurk, die allen al hun sporen verdiend hadden in het theater en series als Pleidooi en Medisch Centrum West - en in de sterke, doorlopende, verhalen, die indringende raakvlakken hadden met de actualiteit.
Sinds 2005 is Unit 13 op dvd uitgebracht.

## Verhaallijnen

### Seizoen 1 (1996-1997)
In de eerste reeks staat misdaadorganisatie Scylla centraal. Scylla bestaat uit diverse divisies, waaronder een drugs-, wapen- en kunstdivisie. Deze divisies worden gerund door Gerard Ruysdael en Johan Faber. Vlak na de opkomst van Scylla worden, toevalligerwijs, door de Nederlandse politie allerlei units opgericht. Unit 13 wordt op de zaak 'Scylla' gezet. Het team, onder leiding van officier van justitie Adriënne Rieding, bestaat uit hoofdinspecteur Ruard Talsma, Ben Govers, Rebecca de Leeuw, Roberto Amati, Harry Bresler en analist Arthur Toorop, genaamd Kinky. Gedurende het onderzoek wordt de man van Adriënne, Paul Rieding, vermoord en ontsnapt hun dochter maar net aan een moordpoging. De unit-leden weten steeds meer mensen op te pakken en komen steeds dichter bij de top van Scylla. Bij de arrestatie van de kopstukken wordt Faber dodelijk getroffen door een politiekogel en ook Charon, de 'bedrijfsleider' en liquidateur van Scylla, wordt, niet dodelijk, getroffen door een kogel. Ruysdael doorstaat de confrontatie zonder bloedverlies, wordt ingerekend en hem wacht een proces. Eén vraag wordt niet beantwoord: Scylla was gedurende het hele onderzoek stap voor stap op de hoogte van de vorderingen die de zwaar beveiligde unit maakte. Wie was dit lek?

##### Afleveringen
| Aflevering (seizoen) | Aflevering (serie) | Titel              | Uitzenddatum     |
| -------------------- | ------------------ | ------------------ | ---------------- |
| 1                    | 1                  | Schimmenspel       | 12 oktober 1996  |
| 2                    | 2                  | Grazyna's baby     | 19 oktober 1996  |
| 3                    | 3                  | Grof geschut       | 26 oktober 1996  |
| 4                    | 4                  | Deadline           | 2 november 1996  |
| 5                    | 5                  | Kunst en vliegwerk | 9 november 1996  |
| 6                    | 6                  | Under cover        | 16 november 1996 |
| 7                    | 7                  | Chiffon            | 23 november 1996 |
| 8                    | 8                  | De weduwe          | 30 november 1996 |
| 9                    | 9                  | Op glad ijs        | 7 december 1996  |
| 10                   | 10                 | Tegenwind          | 14 december 1996 |
| 11                   | 11                 | Het lek            | 21 december 1996 |
| 12                   | 12                 | Verraad            | 28 december 1996 |
| 13                   | 13                 | Confrontatie       | 4 januari 1997   |

### Seizoen 2 (1997)
Het lek wordt ontdekt. Het blijkt te gaan om topambtenaar Frederik Swager, die kort na deze ontmaskering wordt vermoord en waarbij dit perfect als zelfmoord wordt voorgesteld. Het proces tegen de overgebleven Scylla-topmensen gaat van start, maar loopt niet volgens plan. Suurbier, een uitvoerende kracht van Scylla en onder andere de moordenaar van Paul Rieding, verklaart tegenover de rechter dat de doodgeschoten Johan Faber het grote brein achter de organisatie was en dat de rol van Gerard Ruysdael veel kleiner was dan iedereen dacht. Het officiële bewijs tegen Ruysdael wordt hierdoor wel erg mager. De unit weet dat Suurbiers verklaring niet klopt en zoekt koortsachtig naar nieuwe getuigen. Vreemd genoeg worden de rechercheurs op alle fronten tegengewerkt. Als er eindelijk een sterke kroongetuige wordt gevonden tegen Ruysdael wordt er een aanslag gepleegd op het politiebureau waar de unit onderdak heeft. Daarbij komen twee mensen om, onder wie de kroongetuige. Ruysdael wordt vrijgesproken en na een verdachte banktransactie vermoord. Dan wordt duidelijk dat er sprake moet zijn van een nog veel grotere organisatie, naast of zelfs boven Scylla. Speurwerk brengt de unit op het spoor van Phoenix, een organisatie die zich onder meer bezighoudt met de smokkel van uranium. Ruysdael bezat waardevolle papieren die deze smokkel mogelijk moest maken. Ook komt er een merkwaardige deal aan het licht tussen Scylla, Phoenix en drie topmensen van justitie. De uraniumsmokkel wordt opgelost, maar er is onvoldoende bewijs om de top van Phoenix achter de tralies te krijgen. De mensen achter Phoenix, Jacques Koops, Irina Breitner en bankier Jeremy Cornwell, blijken belangen te hebben in zo'n zestig bedrijven en instanties, zowel onder- als bovengronds. Dan wordt van hogerhand besloten dat de unit het onderzoek moet staken.
Seizoen 2 loopt van september 1997 tot en met december en telt 13 afleveringen.

##### Afleveringen
| Aflevering (seizoen) | Aflevering (serie) | Titel                 | Uitzenddatum      |
| -------------------- | ------------------ | --------------------- | ----------------- |
| 1                    | 14                 | Een valse start       | 27 september 1997 |
| 2                    | 15                 | De kroongetuige       | 4 oktober 1997    |
| 3                    | 16                 | Teruggefloten         | 11 oktober 1997   |
| 4                    | 17                 | De uitspraak          | 18 oktober 1997   |
| 5                    | 18                 | Ongeziene gast        | 25 oktober 1997   |
| 6                    | 19                 | Stukjes van de puzzel | 1 november 1997   |
| 7                    | 20                 | De afspraak           | 8 november 1997   |
| 8                    | 21                 | Overloper             | 15 november 1997  |
| 9                    | 22                 | De verdwijning        | 22 november 1997  |
| 10                   | 23                 | Drijfzand             | 29 november 1997  |
| 11                   | 24                 | Onder water           | 6 december 1997   |
| 12                   | 25                 | Gijzeling             | 13 december 1997  |
| 13                   | 26                 | In de houdgreep       | 20 december 1997  |

### Seizoen 3 (1998-1999)
De nieuwe procureur-generaal Margot Sterk wil de unit opheffen, maar hoofdofficier van justitie Bilderdijk weet dit te voorkomen. Als alternatief moet unit 13 zich gaan bezighouden met de beursfraude o.a. rechercheren bij effectenkantoor Leenmans & Venhuis. Niet geheel toevallig is een van de grote klanten van dit effectenhuis het biochemiebedrijf Medigen, eigendom van Koops, Breitner en Cornwell. Tegelijkertijd wordt de unit in het hart geraakt als collega Harry Bresler op onverklaarbare wijze komt te overlijden, nadat hij zelfstandig onderzoek had gedaan naar een verdachte grondspeculatie van een economisch interessant bouwterrein in de gemeente Haarlemmermeer. Tijdens het onderzoek naar zijn dood komen er zaken aan het licht die de unit voorgoed op een andere manier naar Nederland laat kijken. Een heel grote organisatie, waar ook Cornwell deel van uit blijkt te maken, probeert via een sluipend proces vat te krijgen op de gehele Nederlandse economie. Via allerlei stromannen en tussenpersonen slaagt de organisatie erin grote trajecten binnen die economie in handen te krijgen, om zo uiteindelijk de totale macht te bereiken. Dit misdaadsyndicaat blijkt zo sterk te zijn ingenesteld in de samenleving, dat het al haast onmogelijk is er nog vat op te krijgen. Als ook de laatste strohalm, Karel Prinsen, zwijgt als het graf, loopt het onderzoek dood. Ruard en Adriënne besluiten het allerlaatste te doen dat hen nog rest: ze stappen met het hele verhaal naar een journalist. Daarmee is het werk van unit 13 definitief afgerond.

##### Afleveringen
| Aflevering (seizoen) | Aflevering (serie) | Titel                   | Uitzenddatum     |
| -------------------- | ------------------ | ----------------------- | ---------------- |
| 1                    | 27                 | Doorstart               | 24 oktober 1998  |
| 2                    | 28                 | Tot de dood ons scheidt | 31 oktober 1998  |
| 3                    | 29                 | Misleid                 | 7 november 1998  |
| 4                    | 30                 | De strohalm             | 14 november 1998 |
| 5                    | 31                 | Afscheid                | 21 november 1998 |
| 6                    | 32                 | Infiltratie             | 28 november 1998 |
| 7                    | 33                 | Het hol van de Leeuw    | 5 december 1998  |
| 8                    | 34                 | De inval                | 12 december 1998 |
| 9                    | 35                 | Vossenjacht             | 19 december 1998 |
| 10                   | 36                 | Het begin van het einde | 26 december 1998 |
| 11                   | 37                 | De lachende derde       | 2 januari 1999   |

## Schrijvers
Unit 13 werd geschreven door Felix Thijssen, Simon de Waal, Tomas Ross, Jan Bernard Bussemaker en Don Englander.

## Rolverdeling

### Hoofdrolspelers
| Acteur               | Rol                                                    | Seizoen 1 | Seizoen 2 | Seizoen 3 |
| -------------------- | ------------------------------------------------------ | --------- | --------- | --------- |
| Peter Tuinman        | Hoofdinspecteur Ruard Talsma                           |           |           |           |
| Yvonne van den Hurk  | Officier van justitie mr. Adrienne Rieding-van Doornik |           |           |           |
| Frederik de Groot    | Inspecteur Ben Govers                                  |           |           |           |
| Bram van der Vlugt   | Hoofdofficier van justitie mr. Winfried Bilderdijk     |           |           |           |
| Caya de Groot        | Inspecteur Rebecca de Leeuw                            |           |           |           |
| Kenneth Herdigein    | Brigadier Harry Bresler                                |           |           |           |
| Han Oldigs           | Inspecteur Roberto Amati                               |           |           |           |
| Mark Ram             | Brigadier Arthur 'Kinky' Toorop                        |           |           |           |
| René Lobo            | Inspecteur Reinder Lobith                              | (bijrol)  |           |           |
| Linda van Dyck       | Procureur-generaal mr. Margot Sterk                    |           |           |           |
| Esther Drenthe       | Alexandra Maas                                         |           |           |           |
| Ramona da Cruz Lopes | Josien Rieding                                         |           |           |           |
| Annebelle van Zweden | Jessie Rieding                                         |           |           |           |

### Bijrollen & Gastrollen
| Acteur                    | Rol                                | Seizoen 1 | Seizoen 2 | Seizoen 3 |
| ------------------------- | ---------------------------------- | --------- | --------- | --------- |
| Conny Postel              | Hoofdagent Judy Zeeman             |           |           |           |
| Ruurt de Maesschalck      | Rechercheur Michael Zoethout       |           |           |           |
| Ben Ramakers              | Commissaris (Korpschef) Mooldijk   |           |           |           |
| Herman Gilis              | mr. Paul Rieding                   |           |           |           |
| Marie Louise Stheins      | Anke Welson                        |           |           |           |
| Adriaan Olree             | mr. Gerard Ruysdaal                |           |           |           |
| Tanja Jess                | Katja van Dijk                     |           |           |           |
| Evert de Jager            | Johan Faber                        |           |           |           |
| Luc Boyer                 | Charon/Schipper                    |           |           |           |
| Ad van Kempen             | Frederik Swager                    |           |           |           |
| Michiel Varga             | Stef Suurbier                      |           |           |           |
| Harry van Rijthoven       | Kees Groenendaal                   |           |           |           |
| Karen van Holst Pellekaan | Lottie Werner                      |           |           |           |
| Stefan de Walle           | Russo Brink                        |           |           |           |
| Valentijn Ouwens          | Maurice                            |           |           |           |
| Maiko Kemper              | Patholoog                          |           |           |           |
| Ella van Drumpt           | Gemma Verstraten                   |           |           |           |
| Marjolein Beumer          | Elly                               |           |           |           |
| Edward Koldewijn          | Agent Hans                         |           |           |           |
| Tonguç Oksal              | Agent Ton                          |           |           |           |
| Paul Wienen de Vries      | Marcus                             |           |           |           |
| Els Weenink               | Kitty                              |           |           |           |
| Paul Kooij                | advocaat Klein                     |           |           |           |
| Geert Lageveen            | Bart van Maurik                    |           |           |           |
| Ingrid Willemse           | ex-vrouw Suurbier                  |           |           |           |
| Hugo Haenen               | Rechter                            |           |           |           |
| Kees Coolen               | Procureur generaal mr. Jo Aarts    |           |           |           |
| Mark van der Laan         | Schalkwijk                         |           |           |           |
| Ronald Top                | Hoekstra                           |           |           |           |
| Alexander van Heteren     | Felix Swart                        |           |           |           |
| Guy van Sande             | Ernest Nyst                        |           |           |           |
| Wannie de Wijn            | Jim van Dalen                      |           |           |           |
| Esgo Heil                 | Nino Vitti                         |           |           |           |
| Giam Kwee                 | Liza Thompson                      |           |           |           |
| Reinout Bussemaker        | mr. Den Dolder                     |           |           |           |
| Martine Jonckheere        | Irina Breitner                     |           |           |           |
| Leslie de Gruyter         | Jacques Koops                      |           |           |           |
| Sjoera Retèl              | Nelleke                            |           |           |           |
| Chanti Devi               | Chanti                             |           |           |           |
| Joep van Egmond           | Commissaris Vleugel                |           |           |           |
| Carolina Mout             | Heleen Verhage                     |           |           |           |
| Jim Berghout              | Koos Vechting                      |           |           |           |
| Ids van der Krieke        | Hendriksen                         |           |           |           |
| Howard van Dodemont       | Hofland                            |           |           |           |
| Hans Zuijdveld            | rechercheur Pol                    |           |           |           |
| Marline Williams          | Yolande de Wit                     |           |           |           |
| Nico de Vries             | Spalding                           |           |           |           |
| Cees Geel                 | Toine Verstegen                    |           |           |           |
| Petra Laseur              | Charlotte Prinsen                  |           |           |           |
| Joop Keesmaat             | Karel Prinsen                      |           |           |           |
| Rifka Lodeizen            | Karin de Lange                     |           |           |           |
| Ineke Veenhoven           | Jos (huishoudster familie Prinsen) |           |           |           |
| Sabri Saad El Hamus       | dr. Koning                         |           |           |           |
| Dennis Rudge              | Rutger de Klerk                    |           |           |           |
| Tim de Zwart              | Remco Haas                         |           |           |           |
| Jack Vecht                | Mellema                            |           |           |           |
| Léon Roeven               | Frank                              |           |           |           |
| Hans Ligtvoet             | Cas Hoogland                       |           |           |           |
| Johanneke van Kooten      | Mevrouw Heemskerk                  |           |           |           |
| Colla Marsman             | zuster Van der Werf                |           |           |           |
| Anita Barends             | moeder Bresler                     |           |           |           |
| Hein van Beem             | Leenman                            |           |           |           |
| Hans Trentelman           | Jeremy Cornwell                    |           |           |           |
| Freek van Muiswinkel      | Van Dam                            |           |           |           |
| Toon Agterberg            | Koos van Dam                       |           |           |           |

12 steden, 13 ongelukken · Alles draait om geld · Bergen Binnen · Büch's Boeken · Buitenhof ** · Bureau Kruislaan · Cabaret & Co · Comedytrain presenteert · Deadline · Dr. Ellen · Ernstige Delicten · Factor Giel · Gebak van Krul · GIEL · Herexamen · Hoe bestaat het · Hof van Joosten · Hollands Hoop · In goed gezelschap · Is dat eigenlijk wel zo? · Jules Unlimited · Kanniewaarzijn · Kassa · Kassa 3 · Kinderen geen bezwaar · Kinderen voor Kinderen · Kopspijkers · Kun je het al zien? · Het Lagerhuis · Langs de Leeuw · Langs Sint en De Leeuw · De leugen regeert · Lieve Paul · Lieve Paul & Sint · MaDiWoDoVrijdagshow · De Mega Mike & Mega Thomas Show · Mooi! Weer De Leeuw · Mooi! Weer de Sint · Nieuwslicht · NOVA * · Oppassen!!! · Overspel · Panache · PAU!L · PAU!L en Sint! · Pauls Kadoshow · Pauls Puber Kookshow · Pauw & Witteman · Per Seconde Wijzer · Sint & De Leeuw · Shouf Shouf! · The Sopranos · Stellenbosch ** · Studio Spaan · Thank God It's Friday · Twee voor twaalf · Unit 13 · De verrukkelijke 85 · Vroege Vogels TV · Vuurzee · Waltz ** · De Wereld Draait Door · De wereld van Boudewijn Büch · Wie steelt mijn show? · X De Leeuw · Zembla

*: In samenwerking met NPS en NOS     **: In samenwerking met AVROTROS en VPRO